# بوپا
بوپا (انگلیسی: Bupa) شرکت خدمات مالی و مراقبت سلامت بریتانیایی است، که در زمینه ارائه خدمات بیمه سلامت، مراقبت سلامت، بیمه‌های دندان‌پزشکی و مدیریت درمانگاه‌ها و بیمارستان‌ها فعالیت می‌کند.